# Walter Tarnopolsky
Pour les articles homonymes, voir Tarnopolsky.
Walter Surma Tarnopolsky  (1er août 1932-15 septembre 1993) est un juge et juriste canadien, ainsi que pionnier dans le développement des droits de la personnes et des libertés civiles au Canada.

## Biographie

### Origines et formation
Né à Gronlid (en) en Saskatchewan de parents d'origines ukrainiennes,, Tarnopolsky étudie à l'université de la Saskatchewan où il complète un BA en 1953 et un LLB en 1957. Il complète ensuite un MA à l'université Columbia en 1955, ainsi qu'un LLM de la London School of Economics.
| Formation | Institution                   | Année |
| --------- | ----------------------------- | ----- |
| BA        | Université de la Saskatchewan | 1953  |
| MA        | Université Columbia           | 1955  |
| LLB       | Université de la Saskatchewan | 1957  |
| LLM       | London School of Economics    | 1962  |

### Carrière
Tarnopolsky enseigne dans plusieurs universités canadiennes, spécialement dans le domaine des droits et libertés civiles. Entre 1959 et 1983, il est professeur à l'université de la Saskatchewan, université de Windsor, Osgoode Hall Law School, université York et à l'université d'Ottawa. Il sert brièvement en tant que vice-président de l'université York en 1972 et en tant que doyen de la faculté de droit de l'université Windsor de 1968 à 1972.
| Année     | Faculté de droit              |
| --------- | ----------------------------- |
| 1959–1960 | Université de la Saskatchewan |
| 1962–1963 | Université d'Ottawa           |
| 1963–1967 | Université de la Saskatchewan |
| 1967–1968 | Osgoode Hall Law School       |
| 1968–1972 | Université de Windsor         |
| 1972–1979 | Osgoode Hall Law School       |
| 1979–1983 | Université d'Ottawa           |

De 1977 à 1983, il est membre du Comité des droits de l'homme du Haut-Commissariat des Nations unies aux droits de l'homme et président de la Canadian Civil Liberties Association de 1977 à 1982. En 1985, il est nommé à la Cour d'appel de l'Ontario et y siège jusqu'à son décès à Toronto en septembre 1993,.

## Publications
- Discrimination and the Law in Canada (1982)[4]
- "Freedom of the press" dans Newspapers and the Law (1981)[5]
- The Canadian Bill of Rights (1966, 1975)[6],[7]